# Psyche muscea
Psyche muscea är en fjärilsart som beskrevs av Adrian Hardy Haworth 1810. Psyche muscea ingår i släktet Psyche och familjen säckspinnare. Inga underarter finns listade.